# Cynoglossus kapuasensis
Cynoglossus kapuasensis es una especie de pez de la familia Cynoglossidae en el orden de los Pleuronectiformes.

## Distribución geográfica
Se encuentran en las  costas del oeste de Borneo.